# (14369) 1988 UV
1988 يو في (ويعرف أيضًا باسم (14369) 1988 يو في وفق تسمية الكوكب الصغير) (بالإنجليزية: 1988 UV)‏ هو كويكب ضمن حزام الكويكبات؛ وترتيبه 14369 من حيث الاكتشاف.
اكتُشف هذا الجُرم الفلكي بواسطة هيروشي كانيدا في 18 أكتوبر 1988.

## وصلات خارجية
- (14369) 1988 UV في قاعدة بيانات مختبر الدفع النفاث لأجرام النظام الشمسي الصغيرة

- الاكتشاف · مخطط المدار ·  العناصر المدارية · المعلمات المادية

- (14369) 1988 UV على موقع ويكي سكاي: DSS2, SDSS, GALEX, IRAS, Hydrogen α, X-Ray, Astrophoto, Sky Map, Articles and images